# Jスケール
Jスケールとは、縮尺1/80・軌間16.5 mmの鉄道模型を指すModels IMONの独自呼称である。

## 概要
Models IMONは「HOとは厳密に1/87の縮尺を指し、そのため縮尺1/80の鉄道模型をHOと呼ぶのは誤りである」という主張をしており、自社の店頭ならびに通販サイトではメーカー側がHOと表記している製品であっても縮尺が1/80であれば「J」と表記して販売している。
日本の鉄道模型市場においてはほとんどのメーカーが縮尺1/80・軌間16.5 mmの鉄道模型をHOと称して販売しており（Models IMONではこれを「嘘の規格名を名乗って」「誤解による利益を期待している」としている）、Jスケールという呼称を用いているメーカーは提唱者のModels IMONなどごく限られている。
なお2000年の国際鉄道模型コンベンションと日本鉄道模型ショウでModels IMONが実施したゲージ呼称についてのアンケート調査では、縮尺1/80・軌間16.5 mmの鉄道模型の呼称について無回答を除いた多数順にHO、16番、Jであり、Jを選択した回答者は全体の6%に満たない。